# Josip Wenzel I., knez Lihtenštajna
Josip Wenzel I., knez Lihtenštajna (Prag, 9. kolovoza 1696. – Beč, 10. veljače 1772.), četvrti knez Lihtenštajna.

## Životopis
Rođen je u Pragu, kao najstariji sin princa Filipa Erazma od Lihtenštajna i Kristine Terezije od Löwenstein-Wertheim-Rocheforta. Bio je nećak Antona Florijana. Prije nego što je postao knez bio je general i uspješan vojskovođa. Godine 1745. postao je generalissimus u Italiji, a 1753. je postao glavni zapovjednik stožera u Ugarskoj. Jedan od njegovih najvećih uspjeha bilo je reorganiziranje habsburškog topništva, što je uglavnom ostvario osobnim sredstvima. Bio je carski izaslanik u Berlinu između 1735. i 1736. i veleposlanik u Parizu između 1738. i 1741. godine. 
Vladao je Lihtenštajnom u tri navrata: Prvo, po svom vlastitom pravu, od 1712. do 1718., drugi put, kao čuvar Ivana Nepomuka Karla između 1732. i 1745., a treći put kao predstavnik doma Liechtenstein od 1748. do 1772.

## Brak i potomstvo
19. travnja 1718. Josip Wenzel se oženio za svoju rodicu Anu Mariju od Lihtenštajna (17. travnja 1699. – 1753.). Imali su petero djece od kojih su svi umrli u ranom djetinjstvu:
- Princ Filip Anton (u. 1719.)
- Princ Filip Anton (u. 1720.)
- Princ Filip Ernest (1722. – 1723.)
- Princeza Marija Elizabeta (u. 1724.)
- Princeza Marija Aleksandra (u. 1727.)

## Vanjske poveznice

### Mrežna sjedišta
- (engl.) Životopis na stranicama Kneževske obitelji Liechtenstein

### Sestrinski projekti
|  | Zajednički poslužitelj ima još gradiva o temi Josip Wenzel, knez Lihtenštajna |